# إيدا غراي
إيدا غراي (بالإنجليزية: Ida Gray) هي طبيبة أسنان أمريكية، ولدت في 4 مارس 1867 في كلاركسفيل في الولايات المتحدة، وتوفيت في 3 مايو 1953 في شيكاغو في الولايات المتحدة.